# Меморіал жертвам українського Голодомору-Геноциду 1932—1933 років
Меморіал жертвам українського Голодомору-Геноциду 1932—1933 років (англ. Holodomor Memorial to Victims of the Ukrainian Famine-Genocide of 1932–1933) — пам'ятник, присвячений мільйонам українців, замордованих голодом у XX столітті. Відкритий 7 листопада 2015 року в центрі Вашингтона (США). 
Споруджений за кошти Дмитра Фірташа (2,5 млн доларів США), уряду України, української діаспори у США та приватних фондів.

## Пам'ятник
Розмір — 9 метрів, вага — 4 тонни. Має вигляд масивного бронзового поля колосків. Скульптор — Лариса Курилас.
Меморіал встановлено неподалік будинку Конгресу, поруч із центральним вокзалом Вашингтона, через який до американської столиці щороку потрапляють мільйони людей.
На стіні Меморіалу зображене поле пшениці і напис «Голодомор 1932–1933. У пам'ять про мільйони невинних жертв штучного голоду в Україні, спланованого та вчиненого сталінським тоталітарним режимом» англійською та українською мовами. На створення меморіалу Ларису Курилас надихнули роботи київського архітектора і графіка початку ХХ століття Василя Кричевського.

## Історія
У 1983 українська громада США почала кампанію за визнання Конгресом США українського Голодомору 1932–1933 років геноцидом. І хоча це рішення Конгрес не ухвалив і донині — сама кампанія ознайомила політичну еліту Вашингтона зі страшною сторінкою української історії. А коли на початку 2000-х в Українському конгресовому комітеті Америки народилася ідея встановити пам'ятник жертвам Голодомору, конгресмени її підтримали.
У 2011 році уряд України провів конкурс на спорудження меморіалу, в якому перемогла ідея «Поле пшениці» американки українського походження Лариси Курилас.
Курилас везла з Канади чотири снопи пшениці, потім робила цифрові фото колосків, аби згодом створити для меморіалу реалістичне пшеничне поле з бронзи.
13 жовтня 2006 року Конгрес США ухвалив, а президент Джордж Буш підписав закон США «Про надання дозволу уряду України встановити на федеральній землі округу Колумбія меморіал жертвам Голодомору в Україні 1932–1933 років». Було виділено місце у Вашингтоні — трикутник землі неподалік американського Конгресу (будівлі Капітолія) і центрального вокзалу (Union Station). З того часу тривала робота над реалізацією проекту, над яким Уряд України працював у тісній співпраці з українською громадою.
У липні 2012 року на відкритому засіданні Комісії США з образотворчого мистецтва було схвалено остаточний дизайн пам'ятника Лариси Курилас «Поле пшениці», а у вересні того ж року його схвалила Національна комісія США з планування столиці.
24 вересня 2012 року Радіо Свобода повідомило, що міська комісія з планування дала остаточну згоду на спорудження пам'ятника жертвам Голодомору в Україні у 1932-33 роках. На кам'яній брилі з барельєфом пшеничного поля мають викарбувати напис: «Голод-геноцид в Україні: Пам'яті мільйонів невинних жертв штучно створеного голоду, запланованого й здійсненого в Україні тоталітарним режимом Сталіна». Спорудження меморіалу має фінансувати уряд України. Як стало відомо з публікації в газеті The Washington Post, Кабінет Міністрів України затвердив напис на пам'ятнику..
2,5 мільйона доларів на проект пожертвував Дмитро Фірташ, освячувати місце під меморіал приїжджала свого часу перша леді України Ющенко Катерина Михайлівна.
З початку 2014 року генеральний підрядник проекту будівельна компанія Forrester і ливарня Laran Bronze здійснювали будівельні роботи на майданчику та виготовлення скульптури пам'ятника. Архітекторський супровід проекту здійснювала компанія Hartman-Cox Architects.
Церемонія закладення основи Меморіалу відбулась у грудні 2014 року.
Пам'ятник відливали в ливарні штату Пенсильванія «Laran Bronze». Власники ливарні — батько і син — Лоуренси Велкери.
4 серпня 2015 на встановленні меморіалу були присутні Посол України в США Валерій Чалий, автор проєкту пам'ятника Лариса Курилас, Голова Крайового комітету США з визнання Голодомору геноцидом Михайло Савків, представник архітекторської компанії «Hartman-Cox» Мері Кетрін Ланціллотта, а також представники будівельної компанії-генпідрядника «Forrester» і ливарні «Laran Bronze».

### Відкриття
На відкритті меморіалу 7 листопада 2015 зібралися близько двох тисяч американців українського походження й українців, що проживають у США. Урочиста церемонія відкриття пам'ятника розпочалася о 21:00 за київським часом.
Участь у відкритті взяли президент України Петро Порошенко (через відеозвернення) та його дружина Марина, яка була присутня особисто. На церемонії були присутні також американські урядовці та представники дипломатичного корпусу.
В урочистостях взяли участь конгресмен Сандер Левін, який є автором Закону США, що дозволив Уряду України встановити меморіал на федеральній землі Округу Колумбія, конгресвумен Марсі Каптур, спеціальний помічник Президента США, старший директор з питань Європи, Росії та Центральної Азії Національної Ради з питань безпеки Чарльз Капчин, який зачитав офіційне звернення Білого Дому, голова Крайового Комітету США з визнання Голодомору геноцидом Михайло Савків, автор проєкту пам'ятника Лариса Курилас, свідки Голодомору, а також духовні, культурні й громадські діячі.
Під час церемонії транслювались також відеозвернення сенаторів Чака Шумера та Роба Портмана, зачитувалися звернення колишнього Президента США Джорджа Буша, кандидатів у Президенти США — колишнього Держсекретаря США Гіларі Клінтон, губернатора Джеба Буша та сенатора Марка Рубіо.
У рамках заходів з нагоди відкриття пам'ятника у приміщенні Центрального вокзалу м. Вашингтона відкрилась виставка, присвячена Голодомору в Україні, яка спричинила жвавий інтерес американської громадськості та гостей столиці США.
8 листопада в українських православній і греко-католицькій церквах відбулися богослужіння та комеморативний концерт за участю українських американських творчих колективів і сольних виконавців.
Учасники оваціями вітали поранених українських солдатів, які проходять реабілітацію в Національному військовому медичному центрі Волтер Рід англ. Walter Reed National Military Medical Center.

## Галерея

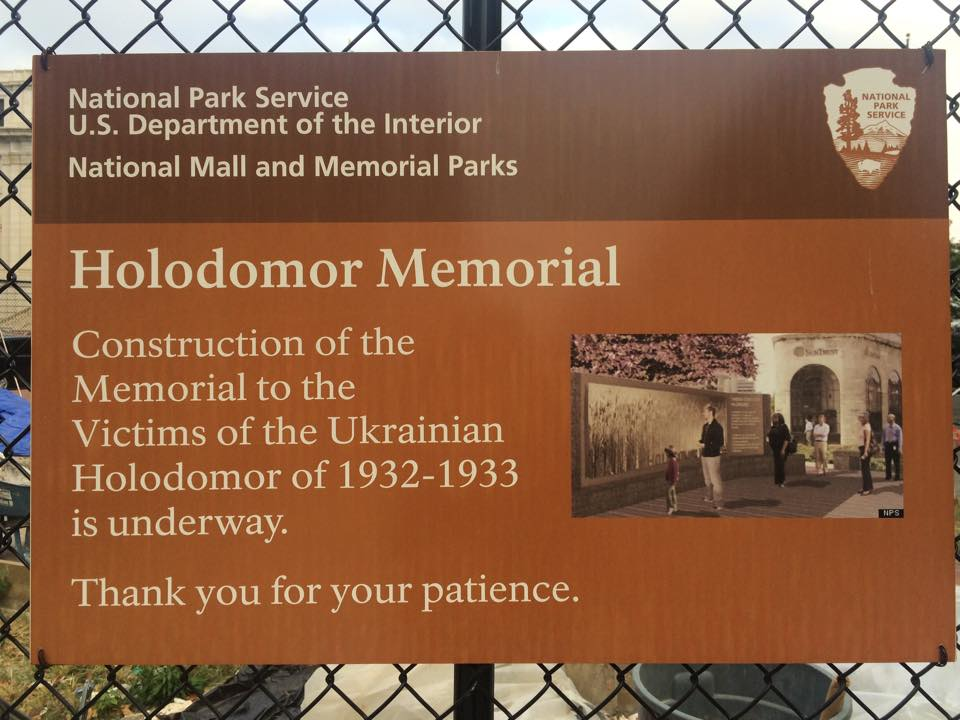